# Kühne Logistics University
Kühne Logistics University (KLU) er et statsligt akkrediteret universitet i Hamburg i Tyskland, der uddanner ledere med en stærk driftsmentalitet og færdigheder, der bygger på universitetets nøglekompetenceområder: digital transformation, bæredygtighed og iværksætteri. Med støtte fra Kühne Foundation fremmer KLU især logistik og supply chain management gennem sine forsknings- og undervisningsaktiviteter.

## Historie
KLU blev grundlagt i 2010 af Klaus-Michael Kühne og hans stiftelse, Kühne Foundation, som er baseret i Schindellegi i Schweiz. I 2013 blev universitetets campus i Hamborgs HafenCity åbnet af tidligere borgmester i Hamburg og nuværende kansler i Tyskland, Olaf Scholz. Sammen med INSEAD åbnede KLU sit humanitære logistikcenter i 2011. , I 2021 blev KLU kåret som verdens bedste universitet af Studyportals. KLU planlægger at åbne flere campusser i Asien, Latinamerika og Afrika.

## Rangering
Alle KLU's kurser er akkrediteret af Foundation for International Business Administration Akkreditering (FIBAA). Baseret udelukkende på studerendes vurderinger modtog KLU Global Student Satisfaction Award af Studyportals i 2021.

## Partneruniversiteter
- Chalmers tekniska högskola
- Erasmus-Universitet Rotterdam
- Katholieke Universiteit Leuven
- National University of Singapore
- Stellenbosch Universitet
- Tongji Universitet
- Universidad de Montevideo
- Wirtschaftsuniversität Wien

## Programmer
- BSc Business Administration
- MSc Global Logistics and Supply Chain Management
- MSc International Management
- MSc Sustainability Management and Operations
- MBA Leadership and Supply Chain Management
- Doktorgrad

## Rektorer
- Wolfgang Peiner (2010-2012)[5]
- Thomas Strothotte (2013-2022) [6]
- Andreas Kaplan (siden 2023)[7]

## Eksterne links
- Universitetets hjemmeside

53°32′42″N 10°00′05″Ø / 53.544966°N 10.001425°Ø